# Gira de los Leones Británico-Irlandeses 1989
La Gira de los Leones Británicos e Irlandeses 1989 fue el 26 tour internacional de rugby de los europeos, que tuvo lugar en Australia desde el 10 de junio al 23 de julio de 1989.
Fue la primera gira exclusivamente a Australia, la última de los años 1980 y la penúltima en la era aficionada. Desde este tour se estableció el transcurro de cuatro años entre cada gira y el calendario de enfrentamientos: Wallabies, All Blacks y Springboks.

## Plantel
Carling se lesionó y fue reemplazado por Guscott, quien se convirtió en titular.
Guscott y Oti fueron los primeros negros en jugar para los Leones.
|                           | Jugador         | Edad    | Posición      | Pruebas | Equipo                 |
| ------------------------- | --------------- | ------- | ------------- | ------- | ---------------------- |
| Hookers y Pilares         |                 |         |               |         |                        |
|                           | Gareth Chilcott | 32 años | Pilar         | 0       | Bath Rugby             |
|                           | Mike Griffiths  | 27 años | Pilar         | 0       | Bridgend Ravens        |
| 2                         | Brian Moore     | 27 años | Hooker        | 0       | Nottingham Rugby       |
| 1                         | David Sole      | 27 años | Pilar         | 0       | Edinburgh Academical   |
|                           | Steve Smith     | 30 años | Hooker        | 0       | Ulster Rugby           |
| 3                         | Dai Young       | 21 años | Pilar         | 0       | Swansea RFC            |
| Segundas líneas           |                 |         |               |         |                        |
| 4                         | Paul Ackford    | 31 años | Segunda línea | 0       | Harlequins FC          |
| 5                         | Wade Dooley     | 31 años | Segunda línea | 1       | Preston Grasshoppers   |
|                           | Donal Lenihan   | 29 años | Segunda línea | x       | Munster Rugby          |
|                           | Bob Norster     | 32 años | Segunda línea | x       | Cardiff RFC            |
| Alas y Octavos            |                 |         |               |         |                        |
| 7                         | Finlay Calder   | 31 años | Ala           | 0       | Stewart's Melville RFC |
|                           | John Jeffrey    | 30 años | Ala           | 0       | Kelso RFC              |
| 8                         | Dean Richards   | 26 años | Octavo        | 0       | Leicester Tigers       |
|                           | Andy Robinson   | 25 años | Ala           | 0       | Bath Rugby             |
| 6                         | Mike Teague     | 28 años | Ala           | 0       | Gloucester Rugby       |
|                           | Derek White     | 31 años | Octavo        | 0       | London Scottish FC     |
| Medios scrums             |                 |         |               |         |                        |
|                           | Gary Armstrong  | 22 años | Medio scrum   | 0       | Jed-Forest RFC         |
| 9                         | Robert Jones    | 23 años | Medio scrum   | 0       | Swansea RFC            |
| Aperturas y Centros       |                 |         |               |         |                        |
| 10                        | Rob Andrew      | 26 años | Apertura      | 0       | Wasps RFC              |
|                           | Will Carling    | 23 años | Centro        | 0       | Harlequins FC          |
|                           | Craig Chalmers  | 20 años | Apertura      | 0       | Melrose RFC            |
|                           | Paul Dean       | 29 años | Apertura      | 0       | Leinster Rugby         |
| 12                        | Jeremy Guscott  | 24 años | Centro        | 0       | Bath Rugby             |
|                           | Mike Hall       | 23 años | Centro        | 0       | Bridgend Ravens        |
| 13                        | Scott Hastings  | 24 años | Centro        | 0       | Watsonians             |
|                           | Brendan Mullin  | 25 años | Centro        | 1       | Leinster Rugby         |
| Fullbacks y Wings         |                 |         |               |         |                        |
| 14                        | Ieuan Evans     | 25 años | Wing          | 0       | Llanelli RFC           |
| 15                        | Gavin Hastings  | 27 años | Fullback      | 1       | London Scottish FC     |
|                           |                 | años    |               | x       |                        |
|                           |                 | años    |               | x       |                        |
|                           |                 | años    |               | x       |                        |
|                           | Chris Oti       | 24 años | Wing          | 0       | Wasps RFC              |
| 11                        | Rory Underwood  | 26 años | Wing          | x       | Leicester Tigers       |
| Entrenador: Ian McGeechan |                 |         |               |         |                        |

- Tony Clement
- John Devereux
- Peter Dods

## Historia
La última vez que australianos y británico-irlandeses se enfrentaron fue en la Gira de Australia y Nueva Zelanda 1966, mientras que la última victoria de los Wallabies había ocurrido casi 60 años atrás; fue en la Gira de Australia y Nueva Zelanda 1930.
Desde 1983, los Leones solo habían jugado un partido en el Centenario de la World Rugby.
Tres meses después de la gira enfrentaron a Francia, con motivo de las celebraciones por el Bicentenario de la Revolución francesa.
Menos de un año después de la gira, en abril de 1990, disputaron The Skilball Trophy.
No se volverían a enfrentar hasta sino 12 años más tarde según las nuevas reformas que se habían realizado a la tradición de los Lions para establecerlas claras de forma definitiva.

## Partidos de entrenamiento
| Fecha       | Rival                    | Resultado |        | Lugar                   | Espectadores | Ciudad     |
| ----------- | ------------------------ | --------- | ------ | ----------------------- | ------------ | ---------- |
| 10 de junio | Western Australia        | 0 – 44    | Leones | Estadio Perry Lakes     | ¿?           | Perth      |
| 14 de junio | Australia A              | 8 – 23    | Leones | Estadio Parque Olímpico | ¿?           | Melbourne  |
| 17 de junio | Queensland Reds          | 15 – 19   | Leones | Estadio Ballymore       | ¿?           | Brisbane   |
| 20 de junio | Queensland B             | 6 – 30    | Leones | Barlow Park             | ¿?           | Cairns     |
| 24 de junio | New South Wales Waratahs | 21 – 23   | Leones | North Sydney Oval       | ¿?           | Sídney     |
| 27 de junio | New South Wales B        | 19 – 39   | Leones | Apex Oval               | ¿?           | Oberon     |
| 4 de julio  | Brumbies                 | 25 – 41   | Leones | Seiffert Oval           | ¿?           | Queanbeyan |
| 19 de julio | NSW Country              | 13 – 72   | Leones | No.2 Sportsground       | ¿?           | Newcastle  |
| 23 de julio | ANZAC XV                 | 15 – 19   | Leones | Estadio Ballymore       | ¿?           | Brisbane   |

## Wallabies
Entrenador: Bob Dwyer
Forwards
- Jeff Miller
- Dan Crowley
- Steve Tuynman
- Scott Gourley
- Thomas Lawton
- Steve Cutler
- Cameron Lillicrap
- Bill Campbell
- Mark McBain
- Mark Hartill

Backs
- Acura Niuquila
- Lloyd Walker
- Dominic Maguire
- Nick Farr-Jones
- Greg Martin
- David Campese
- Ian Williams
- Michael Lynagh

## Pruebas
| 1 de julio | Australia                                                                            | 30 – 12 | Leones                                      | Estadio de Fútbol de Sídney, Sídney                    |                                                        |
|            | Tries Martin Walker Maguire Gourley Conversiones Lynagh (4) Penal Lynagh Drop Lynagh |         | Penales (2) Hastings Chalmers Drop Chalmers | Asistencia: 39.000 espectadores Árbitro(s): K. Lwrence | Asistencia: 39.000 espectadores Árbitro(s): K. Lwrence |

### Segunda fecha
| 8 de julio | Australia                                       | 12 – 19 | Leones                                                                       | Estadio Ballymore, Brisbane                               |                                                           |
|            | Try Martin Conversión Lynagh Penales Lynagh (2) |         | Tries Guscott Hastings Conversión Andrew Penales Hastings Andrew Drop Andrew | Asistencia: 20.000 espectadores Árbitro(s): René Hourquet | Asistencia: 20.000 espectadores Árbitro(s): René Hourquet |

### Última fecha
| 15 de julio | Australia                                         | 18 – 19 | Leones                         | Estadio de Fútbol de Sídney, Sídney                       |                                                           |
|             | Try Williams Conversión Lynagh Penales Lynagh (4) |         | Try Evans Penales (5) Hastings | Asistencia: 39.000 espectadores Árbitro(s): René Hourquet | Asistencia: 39.000 espectadores Árbitro(s): René Hourquet |